# Idaea submaculata
Idaea submaculata är en fjärilsart som beskrevs av W. Warren 1898. Idaea submaculata ingår i släktet Idaea och familjen mätare. Inga underarter finns listade i Catalogue of Life.